# Тони Тонев
Тони Костов Тонев е български учен в областта на аграрните науки, специалист по отглеждане на земеделските култури, ст.н.с. I ст., доктор.
Средното си образование Тонев завършва в Бургас. През 1981 г. се дипломира като агроном във Висшия селскостопански институт в Пловдив, специалност „Лозаро-градинарство“. След дипломирането си работи като агроном в с. Болярово до 1987 г., когато е назначен за научен сътрудник в Добруджанския земеделски институт в град Генерал Тошево по специалност „Общо земеделие“.
През 1994 г. защитава дисертационен труд на тема „Проучване върху развитието и продуктивността на слънчогледа в различни агроекологични райони под влиянието на някои агротехнически фактори“ за присъждане на образователната и научна степен доктор. През 2006 г., след защита на хабилитационен труд на тема „Агрономически характеристики на високо продуктивния посев от слънчоглед“, придобива научното звание старши научен сътрудник I степен.
Научните изследвания на Тонев са насочени в областта на агротехниката при полските култури:
- обща и сортова агротехника на полските култури (пшеница, ечемик, тритикале, слънчоглед, фасул);
- обща агротехника на алтернативни полски култури (рапица, бакла, кориандър);
- влияние на полезащитните пояси върху полските култури;
- екологично земеделие.

Резултатите от изследванията на Тонев са публикувани в повече от 100 научни и научнопопулярни статии. Съавтор е на базисни технологии за отглеждане на пшеница, фасул и слънчоглед.
През научната си кариера Тонев е научен ръководител на 4-ма докторанти. В периода от 1997 до 2008 г. е хоноруван преподавател по агрометеорология, растениевъдство и земеделие последователно в следните висши училища: Славянски университет в София, АПФ в Добрич (1998 – 1999), Шуменски университет (2000 – 2001), Великотърновски университет (2000 – 2003), Добруджански технологичен колеж в Добрич (2003 – 2007) Технически университет във Варна (2007).
В качеството си на председател на добричкия клон на Съюза на учените в България през периода 2000–2005 г., Тонев спомага за утвърждаване и издигане авторитета на научните работници и на съюзната организация. Благодарение на неговия авторитет като учен и общественик Общинският съвет на община Добрич прави поправка в Наредбата за годишните награди в областта на духовната сфера и учредява общинска награда за наука. През 1999 г. създава и организира научното списание „Научни съобщения на СУБ клон Добрич“, чийто главен редактор е до смъртта си.
Тонев е член на редакционните колегии на научните списания „Наука“ (от 2000 г.), „Растениевъдни науки“ (2006-2008), както и на Field Crop Studies от 2004 г. Член е и на научните съвети на Добруджанския земеделски институт в Генерал Тошево, Института по земеделие в Карнобат, Експертния съвет по общо земеделие и хранителни технологии на Селскостопанската академия.
През периода 2001–2007 г. е завеждащ секция „Агротехника“ в Добруджанския земеделски институт. Умира след продължително боледуване в Добрич на 5 март 2009 година.